# Rēzekne (vattendrag)
Rēzekne är en flod i regionen Lettgallen i östra Lettland. Den är 116 km lång och rinner från sjön Rāzna, genom staden Rēzekne och mynnar i sjön Lubāns. Den ingår i Daugavas avrinningområde då Lubāns avvattnas av Aiviekste. 

### Fotnoter
1. ↑  Rēzekne hos Geonames.org (cc-by); läst 2018-01-15